# Bernd Eichwurzel
Bernd Eichwurzel (ur. 25 października 1964 w Oranienburgu) – niemiecki wioślarz. Złoty medalista olimpijski z Seulu.
Reprezentował barwy NRD. Zawody w 1988 były jego jedynymi igrzyskami olimpijskimi i zdobył złoto w czwórce ze sternikiem. Osadę łodzi tworzyli także Bernd Niesecke, Karsten Schmeling, Frank Klawonn i sternik Hendrik Reiher. W czwórce ze sternikiem zostawał mistrzem świata w 1986, 1987 i 1990, był drugi w 1983 i trzeci w 1985. 